# Polystichum morii
Polystichum morii là một loài thực vật có mạch trong họ Dryopteridaceae. Loài này được Hayata miêu tả khoa học đầu tiên năm 1918.